# Borek Fałęcki (gmina)
Borek Fałęcki – dawna gmina wiejska istniejąca w latach 1934–1941 w woj. krakowskim (dzisiejsze woj. małopolskie). Siedzibą władz gminy był Borek Fałęcki (obecnie część dzielnicy Łagiewniki-Borek Fałęcki w Krakowie).
Gmina zbiorowa Borek Fałęcki została utworzona 1 sierpnia 1934 roku w powiecie krakowskim w woj. krakowskim z dotychczasowych jednostkowych gmin wiejskich Borek Fałęcki, Brzyczyna Dolna, Gaj, Jugowice, Kobierzyn, Libertów, Lusina, Łagiewniki, Opatkowice i Pychowice.
1 czerwca 1941, podczas okupacji hitlerowskiej, gmina została zniesiona, gmina została zniesiona wchodząc w skład nowo utworzonej gminy Swoszowice (gromady Libertów, Lusina i Opatkowice), istniejącej przejściowo gminy Mogilany (gromada Gaj z Brzyczyną) oraz miasta Krakowa (Borek Fałęcki, Jugowice, Kobierzyn, Łagiewniki i Pychowice)); włączenie gromad do Krakowa administracja polska zatwierdziła dopiero 18 stycznia 1948, z mocą obowiązującą wstecz od 18 stycznia 1945.